# Acidiella kagoshimensis
Acidiella kagoshimensis är en tvåvingeart som först beskrevs av Miyake 1919.  Acidiella kagoshimensis ingår i släktet Acidiella och familjen borrflugor. Inga underarter finns listade i Catalogue of Life.